# Vraždovy Lhotice
Vraždovy Lhotice (Duits: Wraschdalhotitz) is een Tsjechische plaats in de gemeente Dolní Kralovice in de regio Midden-Bohemen en maakt deel uit van het district Benešov. Het dorp is aaneengegroeid met Dolní Kralovice.
Vraždovy Lhotice telt 81 inwoners (2021).

## Geografie
Vraždovy Lhotice ligt nabij het stuwmeer Švihov.

## Geschiedenis
De eerste schriftelijke vermelding van het dorp dateert van 1352. In die tijd behoorde het dorp (destijds nog kortweg Lhotice genaamd tot het kapittel van Vyšehrad. Op enig moment gaf keizer keizer Sigismund het dorp aan de familie Trčků z Lípy. Zij verkochten het later aan de familie Van Kunvald.
In 1547 kreeg het dorp de huidige naam, toen Jan Jiřík van Kunvald het verwierf. De familie behield Vraždovy Lhotice tot 1695, toen het werd verkocht aan Jan Leopold Donát van Trautson.

## Verkeer en vervoer

### Autowegen
Er leidt een regionale weg naar het dorp.

### Spoorlijnen
Er is geen station in (de buurt van) Vraždovy Lhotice.

### Buslijnen
Er zijn geen bushaltes in het dorp. De dichtstbijzijnde bushaltes zijn in Dolní Kralovice.

## Bezienswaardigheden
- Dorpskapel;
- Kasteel van Vraždovy Lhotice.

## Galerij

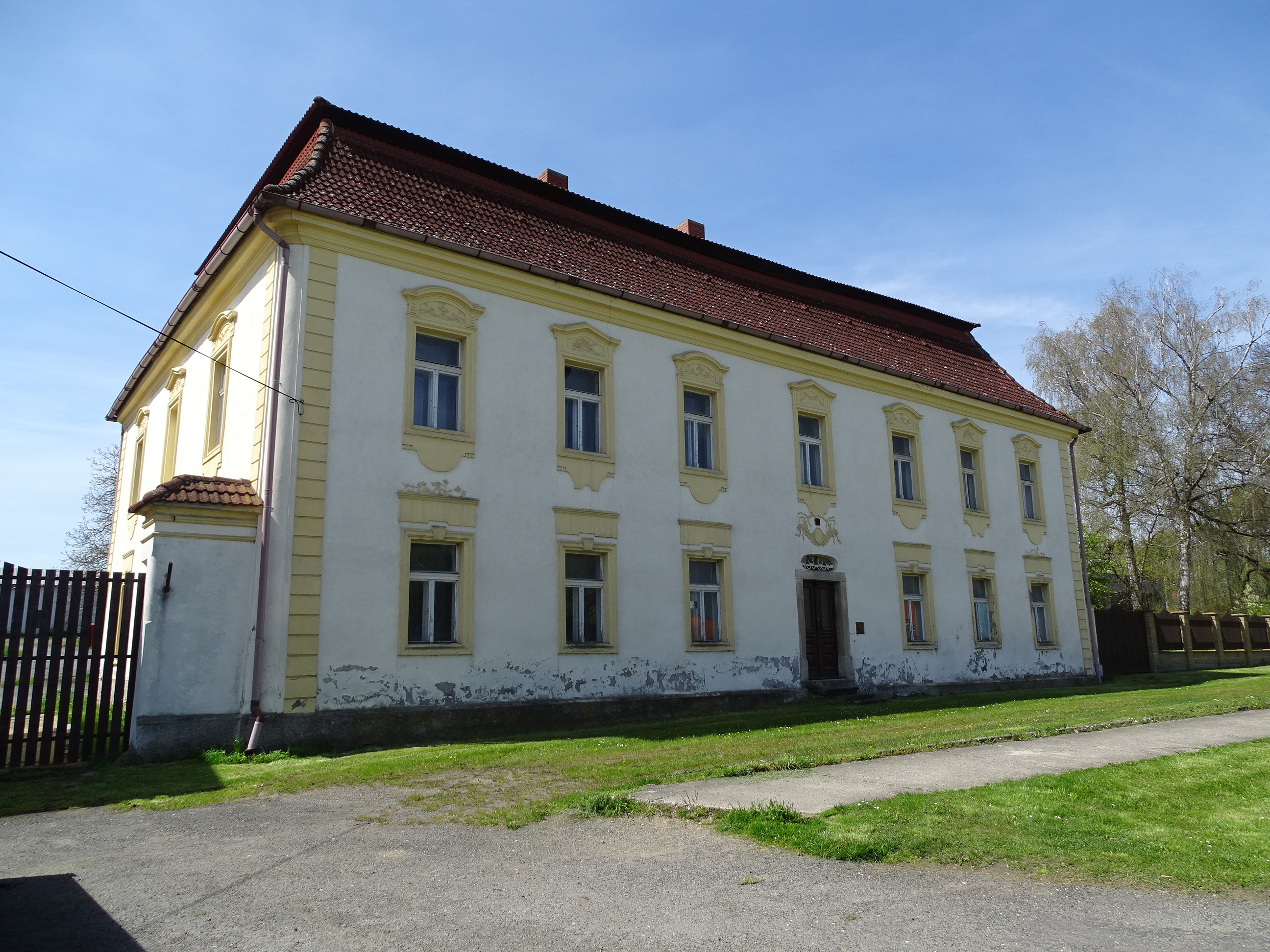
Kasteel van Vraždovy Lhotice (2023)
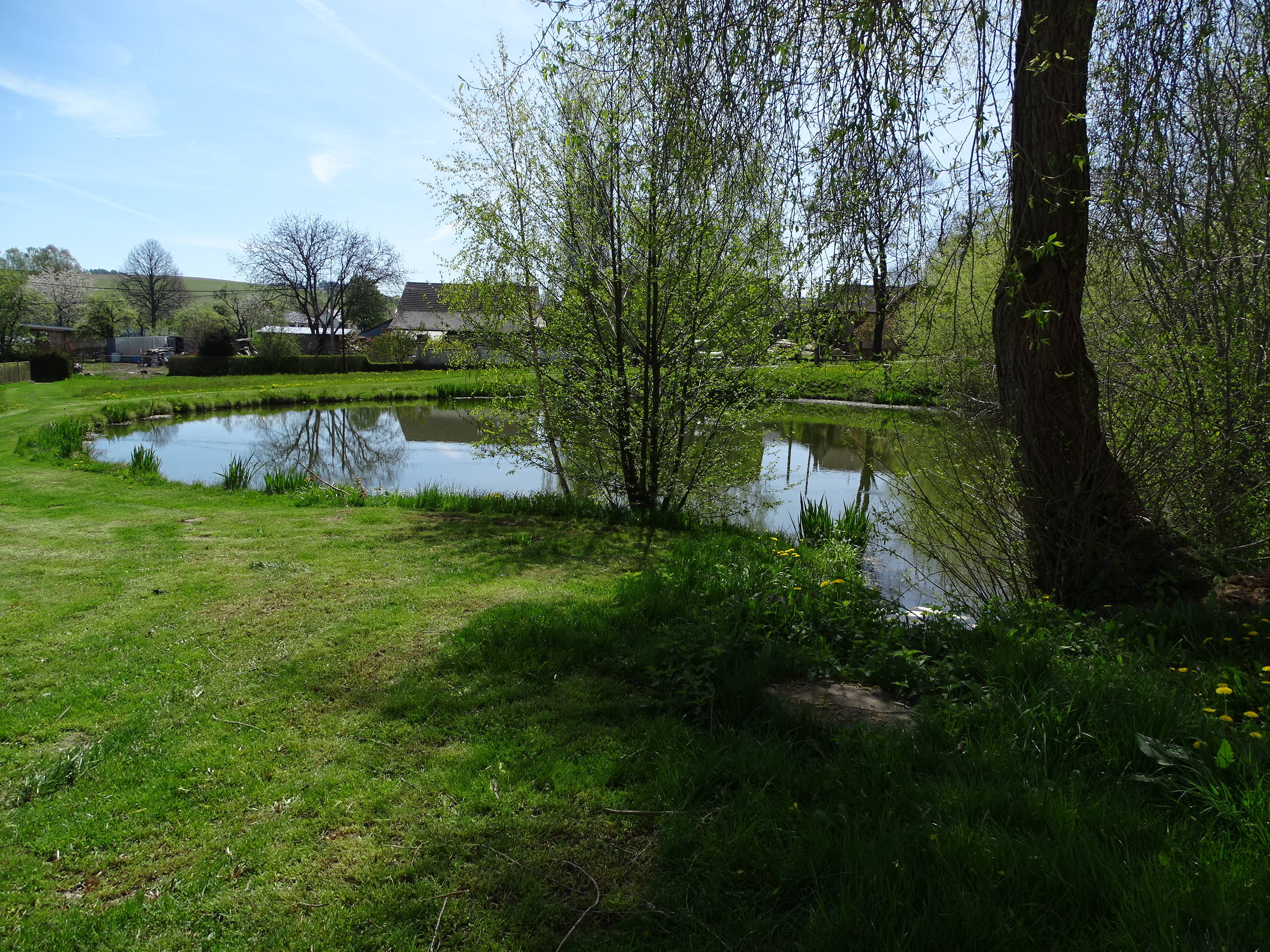
Dorpsvijver (2023)
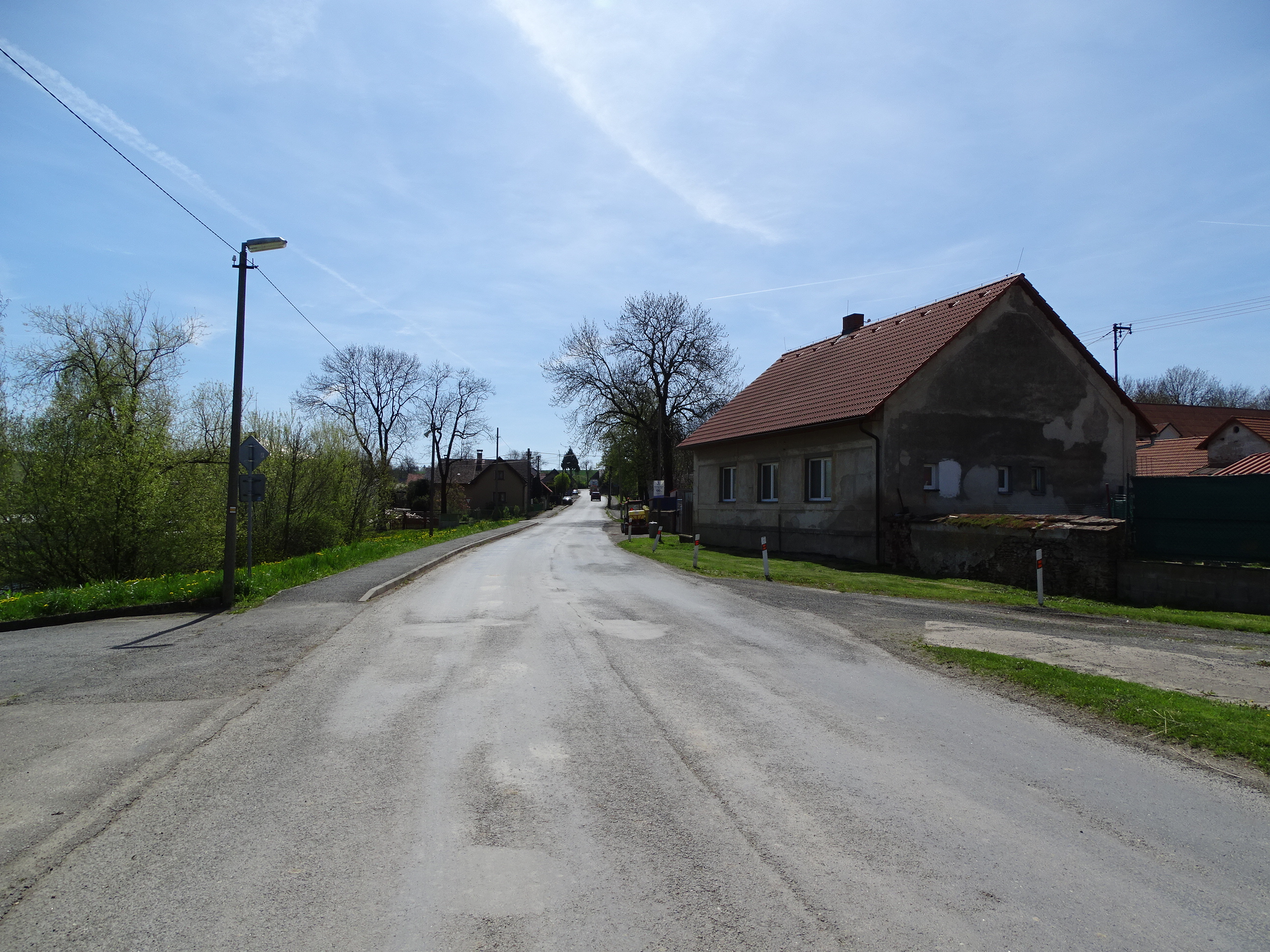
Huis in het dorp (2023)
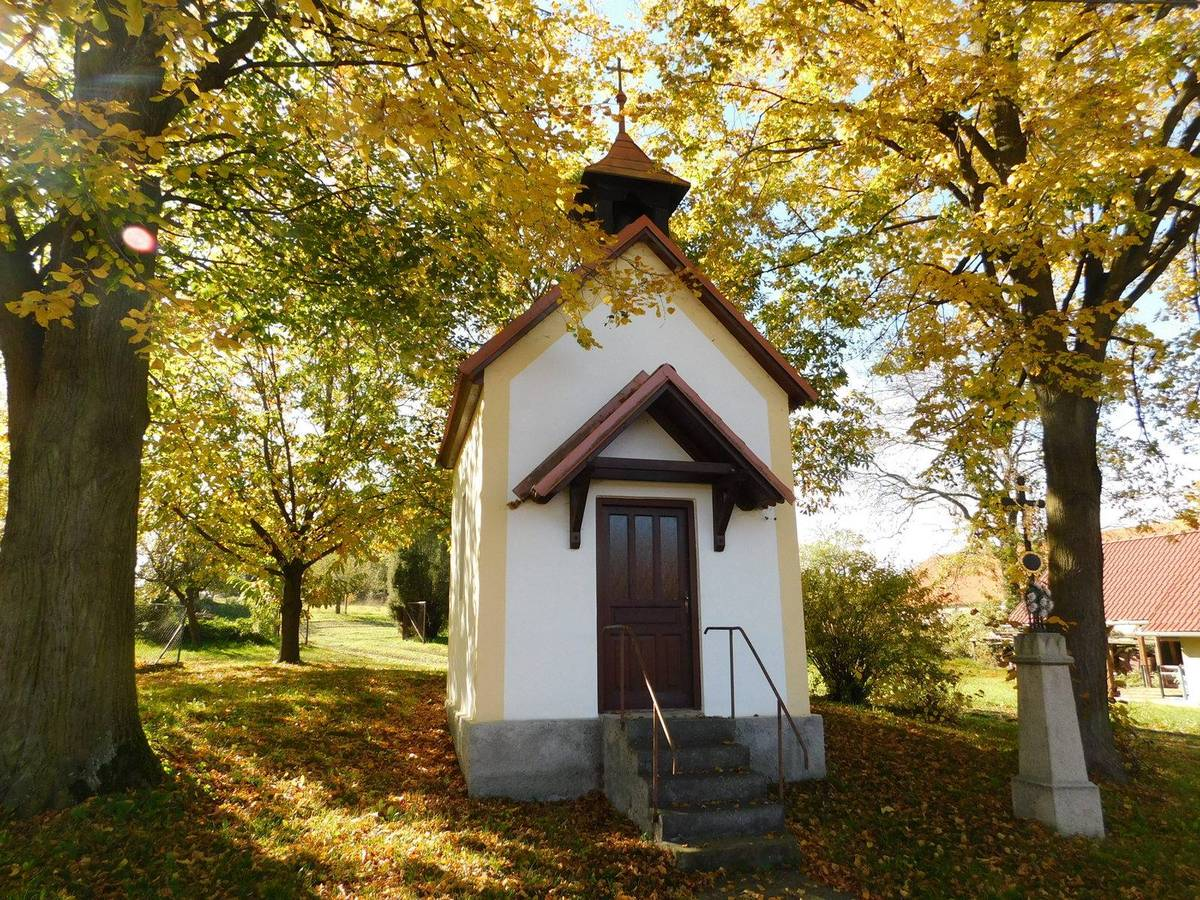
Dorpskapel (2021)